# Iron Bowl
| Alabama Crimson Tides och Auburn Tigers logotyper. |  | Alabama Crimson Tides och Auburn Tigers logotyper. |
| Alabama Crimson Tides och Auburn Tigers logotyper. |  |                                                    |

Iron Bowl är den årliga derbymatchen mellan collegelagen från de Alabamabaserade lärosätena Auburn University och University of Alabama, Tigers respektive Crimson Tides. Iron Bowl är i första hand mötet i amerikansk fotboll mellan de båda skolorna och ett av de mest uppmärksammade derbymatcherna i collegfotboll. Eftersom matchen under flera år spelades i Birmingham, Alabama som är en stålindustristad fick matcherna namnet Iron Bowl, ungefär järnpokalen. Matchen spelas årligen under Thanksgivinghelgen.

## Historik
De båda skolorna möttes första gången i en amerikanskfotbollsmatch i februari 1893 i Birmingham, Alabama. Matchen som sågs av 5 000 åskådare och vanns av Auburn. Auburn ansåg att matchen avslutade säsongen 1892 medan University of Alabama att den inledde säsongen 1893. Efter 1907 kunde inte lagen komma överens gällande spelarnas ersättningar och var domarkåren skulle hämtas. Lagen möttes inte igen förrän 1948 efter att ha uppmanats av delstatsregeringen att arrangera tävlingar mellan lärosätena. Matchen spelades återigen i Birmingham för att den största arenan i delstaten, Legion Field, låg där. Dessutom var resvägarna mellan skolorna besvärliga och planen var neutral. Lagen fortsatte mötas i Birmingham fram till 1989 då matchen spelades på Auburns arena. University of Alabama fortsatte spela sina hemmamatcher i Birmingham till år 2000 när de fått en ny arena med samma kapacitet. 
Namnet Iron Bowl stadfästes 1980 och är också namnet på basketlagens möten. Vinnarna av fotbollsmatchen får pokalen under den basketmatch mellan skolorna följer fotbollsmatchen.